# Ончино
Ончино (итал. Oncino) је насеље у Италији у округу Кунео, региону Пијемонт.
Према процени из 2011. у насељу је живело 25 становника. Насеље се налази на надморској висини од 1230 м.

## Становништво
| 1931. | 1936. | 1951. | 1961. | 1971. | 1981. | 1991. | 2001. | 2011. |
| ----- | ----- | ----- | ----- | ----- | ----- | ----- | ----- | ----- |
| 1.205 | 917   | 565   | 376   | 282   | 192   | 129   | 102   | 82    |